# Championnat du Soudan de football 2006
Navigation
Saison précédente Saison suivante
La saison 2006 du Championnat du Soudan de football est la quarante-deuxième édition de la première division au Soudan, la Sudan Premier League. Elle regroupe, sous forme d'une poule unique, les douze meilleures équipes du pays qui se rencontrent deux fois, à domicile et à l'extérieur. En fin de saison, les deux derniers du classement sont relégués et remplacés par les deux meilleurs clubs de deuxième division.
C'est le club d'Al Hilal Omdurman, triple tenant du titre, qui remporte à nouveau le championnat cette saison après avoir terminé en tête du classement final, avec sept points d'avance sur Al Merreikh Omdurman et vingt-quatre sur Al Jazeerat Al-Feel. C'est le 19e titre de champion du Soudan de l'histoire du club, qui manque le doublé en s'inclinant face à son dauphin en finale de la Coupe du Soudan.

## Les clubs participants
| - Al Hilal Omdurman - Hai al-Arab Port Soudan - Al Jazeerat Al-Feel - Al Ittihad Wad Medani - Amal Atbara - Al-Ahli Atbara - Promu de D2 | - Al-Mourada SC - Al Merreikh Omdurman - Al Mirghani Kassala - Al Hilal Port-Soudan - Khartoum 3 - Al-Nil Wad Medani - Promu de D2 |

## Compétition
Le barème de points servant à établir les classements se décompose ainsi :
- Victoire : 3 points
- Match nul : 1 point
- Défaite : 0 point

### Classement
| Rang | Équipe                  | Pts | J  | G  | N  | P  | Bp | Bc | Diff |
| ---- | ----------------------- | --- | -- | -- | -- | -- | -- | -- | ---- |
| 1    | Al Hilal Omdurman T     | 57  | 22 | 18 | 3  | 1  | 66 | 11 | +55  |
| 2    | Al Merreikh Omdurman C  | 50  | 22 | 15 | 5  | 2  | 62 | 12 | +50  |
| 3    | Al Jazeerat Al-Feel     | 33  | 22 | 9  | 6  | 7  | 31 | 36 | -5   |
| 4    | Al-Mourada SC           | 30  | 22 | 8  | 6  | 8  | 25 | 30 | -5   |
| 5    | Al Ittihad Wad Medani   | 28  | 22 | 7  | 7  | 8  | 23 | 26 | -3   |
| 6    | Hay al-Arab Port-Soudan | 27  | 22 | 6  | 9  | 7  | 20 | 25 | -5   |
| 7    | Khartoum 3              | 25  | 22 | 6  | 7  | 9  | 21 | 25 | -4   |
| 8    | Amal Atbara             | 24  | 22 | 6  | 6  | 10 | 18 | 30 | -12  |
| 9    | Al Hilal Port-Soudan    | 23  | 22 | 5  | 8  | 9  | 19 | 35 | -16  |
| 10   | Al-Mirghani Kassala     | 22  | 22 | 4  | 10 | 8  | 21 | 34 | -13  |
| 11   | Al-Nil Wad Medani P     | 20  | 22 | 4  | 8  | 10 | 16 | 36 | -20  |
| 12   | Al-Ahli Atbara P        | 16  | 22 | 3  | 7  | 12 | 16 | 38 | -22  |

|  | Qualification pour la Ligue des champions de la CAF 2007                |
|  | Qualification pour la Coupe de la CAF 2007                              |
|  | Relégation directe en deuxième division                                 |
|  | T : Tenant du titre C : Vainqueur de la Coupe du Soudan P : Promu de D2 |

## Bilan de la saison
| Championnat du Soudan de football 2006                             |                               |
| Champion                                                           | Al Hilal Omdurman (19e titre) |
| Coupes et trophées                                                 |                               |
| Vainqueur de la Coupe du Soudan 2006                               | Al Merreikh Omdurman          |
| Qualifications continentales                                       |                               |
| Ligue des champions de la CAF 2007                                 | Al Hilal Omdurman             |
| Coupe de la CAF 2007                                               | Al Merreikh Omdurman          |
| Promotions et relégations                                          |                               |
| Promus en Premier League                                           | Al Merreikh Al-Tagher         |
| Promus en Premier League                                           | Al Ahly Wad Madani            |
| Relégués en Championnat du Soudan de football de deuxième division | Al-Nil Wad Medani             |
| Relégués en Championnat du Soudan de football de deuxième division | Al-Ahli Atbara                |